# John Abercrombie
John Abercrombie (16. prosince 1944, Port Chester, New York, USA – 22. srpna 2017, Cortland) byl americký kytarista progresivního jazzu. Mimo jeho sólovou tvorbu je znám pro práci s Billy Cobhamem, Jack DeJohnette a bratry Breckerovými (The Brecker Brothers). Značně se zasloužil o rozvinutí možností progresivního jazzu a post bopu.
Abercrombie v roce 1967 úspěšně ukončil Hudební univerzitu Berklee v Bostonu. Jeho první významné nahrávky byli dvě alba s jazz-rockovou skupinou "Dreams" v roce 1970. První sólové album Timeless natočil v roce 1974 spolu s Janem Hammerem a Jackem DeJohnettem. V roce 1975 založil skupinu Gateway.
Dále s ním spolupracovali například tito hudebníci: basista Dave Holland, bubeník Jack DeJohnette, houslista Mark Feldman, kytarista Ralph Towner, či české Robert Balzar trio.